# جيمس جي. ميرفي
جيمس جي. ميرفي هو شخصية أعمال وسمسار وسياسي أمريكي، ولد في 3 نوفمبر 1898 في بروكلين في الولايات المتحدة، وتوفي في 19 أكتوبر 1962 في جزيرة ستاتن في الولايات المتحدة. نشط حزبياً في الحزب الديمقراطي. وقد انتخب عضو مجلس النواب الأمريكي ‏.